# Frederic Parkhurst

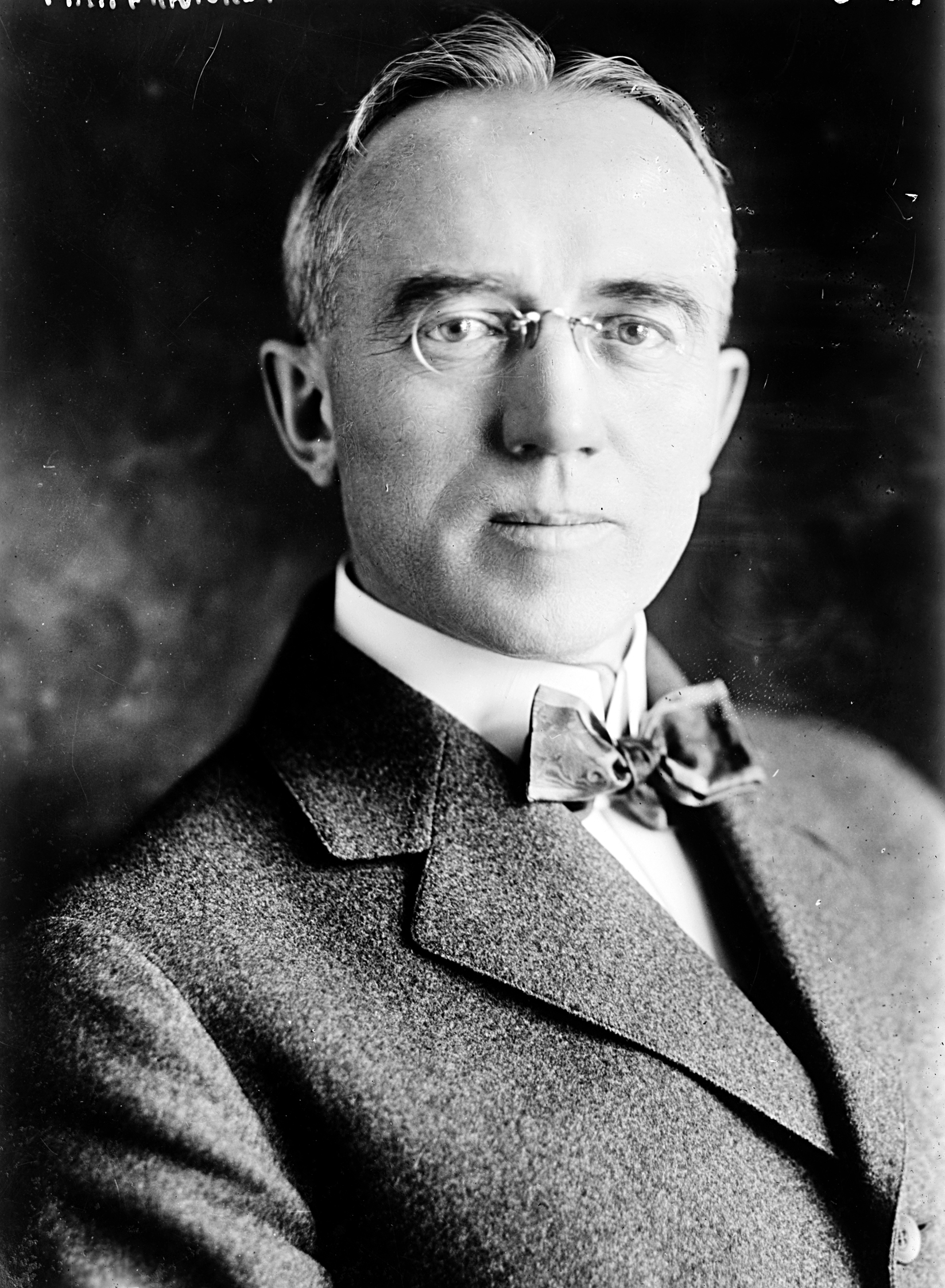
Frederic Parkhurst

Frederick Hale Parkhurst (* 5. November 1864 in Bangor, Maine; † 31. Januar 1921 in Augusta, Maine) war ein US-amerikanischer Politiker und im Jahr 1921 Gouverneur des Bundesstaates Maine.

## Frühe Jahre
Frederick Parkhurst besuchte die örtlichen Schulen seiner Heimat und studierte dann an der Columbian Law School in Washington, D.C. Jura. Nach seinem Examen und der Zulassung als Rechtsanwalt begann er in Bangor in diesem Beruf zu arbeiten. Gleichzeitig betrieb er zusammen mit seinem Vater ein Lederwarengeschäft.

## Politische Laufbahn
Ab 1893 war Parkhurst politisch aktiv. In diesem Jahr war er Stadtrat von Bangor. Zwischen 1895 und 1896 sowie nochmals von 1899 bis 1902 saß er als Abgeordneter im Repräsentantenhaus von Maine. In den Jahren 1901 bis 1904 war er im Beraterstab von Gouverneur John Fremont Hill. Zwischen 1907 und 1908 war er Mitglied des Staatssenats. Im Jahr 1920 wurde er als Kandidat der Republikanischen Partei zum neuen Gouverneur von Maine gewählt, wobei er sich mit 66:34 Prozent der Stimmen deutlich gegen den Demokraten Bertrand G. McIntire durchsetzte. Er trat sein neues Amt am 5. Januar 1921 an und verstarb überraschend am 31. Januar desselben Jahres. Damit hatte er eine der kürzesten Gouverneursamtszeiten in der Geschichte des Staates Maine. Frederick Parkhurst war zweimal verheiratet und hatte insgesamt vier Kinder.